# Microhyla arboricola
Microhyla arboricola é uma espécie de anfíbio anuro da família Microhylidae.
A UICN classificou-a como vulnerável, devido a perda de habitat e desmatamento.

## Distribuição
Pode ser encontrada no Parque Nacional Chu Yang Sin e na Reserva Natural Hon Ba, no Vietnã.
Eles foram encontrados em cavidades de árvores cheias de água em uma floresta tropical perene de alta montanha na encosta da montanha Chu Pan Phan em altitudes de 1000 m acima do nível do mar. Os espécimes também foram coletados em cavidades de árvores no bosque limitado de floresta perene polidominante primária montana no topo da cordilheira da montanha a cerca de 1500 m de altitude. dentro da Reserva Natural Hon Ba.

## Descrição
Microhyla arboricola é uma rã moderadamente esbelta com um comprimento de focinho de 13,2 - 15 mm para machos e 15,9 - 17 mm para fêmeas.
Sua cabeça é comparativamente longa e triangular com um focinho pontiagudo em vista dorsal e de perfil, e se projeta ligeiramente além da margem da mandíbula inferior. Na metade posterior de seu comprimento existem aberturas semelhantes a fendas para um saco vocal mediano.
Apresenta coloração dorsal bege e parte da cabeça mais clara. Os lados da cabeça são ligeiramente mais escuros do que o dorso, com a mandíbula superior sendo ocre escuro a marrom escuro. Há uma faixa marrom-escura distinta que se curva da ponta do focinho em direção à narina e depois corre posteriormente ao longo dos cantos rostrails em direção à borda anterior do olho. A íris é um cobre escuro com densa reticulação preta. A pupila é redonda e preta, contornada com um círculo cobre. Uma barra interorbital marrom-clara indistinta corre transversalmente à cabeça entre as partes mais mediais das pálpebras superiores cobrindo o quarto posterior dos olhos. A barra interorbital forma uma figura larga em forma de V muito indistinta ao longo da cabeça, correndo posteriormente para a área escapular.
Os flancos são ligeiramente mais escuros que o dorso com uma coloração acinzentada acastanhada, tornando-se mais claro na barriga. Da área acima da axila há uma faixa escura interrompida que corre posteriormente ao longo da borda dorsolateral, atinge a virilha e termina agudamente cerca de 1 mm anterior ao membro posterior.